# Film gongfu
Film gongfu, o gongfu movie, o anche gongfupian in cantonese, è un genere cinematografico in cui gli scontri fra il protagonista ed i suoi nemici si svolgono a distanza ravvicinata e con l'uso di tecniche ispirate da arti marziali reali. I film gongfu sono caratterizzati dall'esclusivo uso di tecniche a mani nude, o al massimo con poche armi bianche.

## Struttura
Il film gongfu si basano quasi esclusivamente sulla vendetta. Il protagonista subisce un torto da uno o più nemici, e dovrà vendicarsi.
Una particolare variante è quella tipicamente cinese chiamata "scuole rivali", in cui non è solo il protagonista a subire il torto bensì l'intera scuola marziale a cui appartiene. La vendetta non sarà quindi personale, ma servirà a riscattare la propria scuola e quindi il proprio maestro. Un esempio classico del genere è Dalla Cina con furore (Jing wu men, 1972) di Lo Wei con Bruce Lee.
Un'altra variante è quella sportiva, nata ad Hong Kong ma sviluppatasi negli USA. Il percorso della vendetta, infatti, si svolge in questo caso sul ring, dove il protagonista è di solito un combattente professionista battuto (o più spesso umiliato) da un contendente al titolo. In questi casi la vendetta sarà agonistica. Un esempio tipico è Senza esclusione di colpi 2 (American Kickboxer, 1991) di Frans Nel con John Barrett (malgrado il titolo italiano, il film non ha niente a che vedere con Senza esclusione di colpi).

## Storia

### Differenze fisiche
I gongfu sono da dividere in due grandi sezioni:
- gongfu orientali (Hong Kong, Corea del Nord, ecc.)
- gongfu occidentali (USA)

Le differenze culturali e fisiche fra Oriente ed Occidente, infatti, fanno sì che titoli racchiusi nello stesso genere siano diametralmente opposti.
Gli atleti occidentali sono più sviluppati fisicamente, sono più alti, hanno più muscoli rispetto ai colleghi orientali, ma proprio per questo pesano molto di più, e l'abilità acrobatica che contraddistingue gli atleti asiatici è del tutto impossibile per un atleta occidentale. Quest'ultimo, così, punterà tutto su un combattimento con meno tecniche ma dotate di maggiore potenza fisica, al contrario di un atleta orientale che invece porta a segno decine e decine di tecniche.
L'uso del ralenti, l'esecuzione cioè al rallentatore di un colpo, è una tecnica scarsamente usata nei primi film asiatici, o comunque usata nella modalità ralenti a scatti; questo modo di ripresa invece è stato esaltato dal cinema occidentale, perché il fisico degli atleti è possente e rende bene al rallentatore, e soprattutto maschera il fatto di aver portato a segno poche tecniche. Malgrado questa pratica abbia attecchito nei film asiatici più moderni, lo stesso è poco usata. Anzi, moltissimi dei primi film di arti marziali cinesi erano "velocizzati", per permettere agli atleti di combattere più lentamente davanti alla macchina da presa ed evitare incidenti sul set.

#### Gongfuorientali

##### I primordi
Malgrado le arti marziali a mani nude siano state mostrate dall'attore simbolo cinese Kwan Tak Hing nella sua lunghissima serie di film su Wong Fei Hung, convenzionalmente si indica ne La morte nella mano (Long hu dou - The Chinese Boxer, 1970) il primo gongfu orientale propriamente detto. Diretto da Wang Yu (in collaborazione con Wu Yusen), divenuto celebre con una fortunata serie di wuxia, il film è il primo a basarsi interamente su combattimenti a mani nude. In realtà lo stesso anno escono La strada del massacro (Long hu dou - From the Highway) di Chang Tseng-chai e Vengeance! (Bo sau) di Chang Cheh, altri film che si possono definire gongfu. Indipendentemente da quale sia stato il primo, è il 1970 l'anno di nascita del gongfu orientale inteso come fenomeno di massa e primo, reale successo.
La florida cinematografia di Hong Kong fa sì che già dal 1971 escano molti titoli di questo nuovo genere. Lo Wei gira il suo primo gongfu con Il furore della Cina colpisce ancora (Tang shan da xiong - The Big Boss), mentre Chang Cheh, più stimato e famoso, sfrutta il nuovo genere con ben 2 titoli: I 4 del Drago Nero (Da jue dou - Duel of the Iron Fist) e Massacro di uomini violenti (Kuen gik - Duel of Fists). Questi ed altri tanti titoli, comunque, rimangono strettamente legati al mercato del sud-est asiatico.

##### Primi successi
Il primo film di Gongfu che riscuote successo internazionale è Il Furore della Cina colpisce ancora con Bruce Lee, distribuito a Beirut con qualche mese di anticipo sul film che farà conoscere il gongfu in tutto il mondo: Cinque dita di violenza (Tian xia di yi quan - Five Fingers of Death), venduto per una cifra risibile dagli Shaw Brothers di Hong Kong alla Warner Bros. statunitense, poiché in Asia non era stato un successo e dunque i diritti costavano molto meno del film con Lee che invece aveva frantumato tutti i record locali. Distribuito in Occidente all'inizio del 1973, il film regala all'attore protagonista, Lo Lieh (vero nome: Wang Li Da, 1939-2002) specializzato di solito in ruoli da "cattivo", una piccola notorietà in Occidente, al punto da consentirgli di apparire in due coproduzioni internazionali (il burlesco Crash! Che botte..., di Bitto Albertini, con gli italiani Sal Borgese e Antonio Cantafora; il western-spaghetti Là dove non batte il sole, 1974, di Antonio Margheriti, con l'icona del filone Lee Van Cleef), che non gli consentiranno di divenire una star di prima grandezza al di fuori del circuito asiatico. L'alta dose di violenza dei combattimenti del film (violenza che fa sorridere il pubblico smaliziato del 2000) fa vendere il film in tutti i Paesi del mondo, lasciato di stucco i produttori di Hong Kong. In primis Run Run Shaw, nei cui studios questo e centinaia di altri film di arti marziali furono girati, il quale, in un'intervista rilasciata alla scrittrice e giornalista Oriana Fallaci nel 1973, non fa mistero di reputare Cinque dita di violenza uno dei suoi titoli minori, di routìne (infatti il film non comparve nemmeno fra i primi dieci maggiori incassi di Hong Kong della sua epoca, quantunque avesse una trama più arzigogolata della media e palesemente debitrice al western, sia americano che italiano).
I produttori di Hong Kong e Taiwan, però, non rimangono certo con le mani in mano. Vista la richiesta crescente, inondano il mercato mondiale di film gongfu, essendo specializzati nel girare film in tempi brevissimi, spesso con denari anticipati dai distributori europei ed occidentali in genere, tanto che non pochi dei titoli più dozzinali furono realizzati alla svelta principalmente per l'Occidente (è il caso della lunga serie di pellicole coi sosia di Bruce Lee, prodotte a catena tra Taiwan ed Hong Kong dal 1974 fino ai primi anni Ottanta). Sempre nel 1972, il prolifico Chang Cheh (solo per citare uno degli autori migliori) si fa in 3: fa uscire infatti Il Drago si scatena (Ma yong zhen - Boxer From Shantung), I kamikaze del karate (Chou lian hu an - Man of Iron) e I 4 scatenati di Hong Kong (Si qi shi - Four Riders). Titoli molto violenti e pessimisti, caratterizzati dalla morte in battaglia dei loro eroi disperati, quasi sempre sventrati (il cosiddetto "gut-spilling-fight", combattimento con le budella di fuori) eppure ancora in piedi per combattere fino alla fine, in pellicole che usciranno anche in Italia nel 1973-74.
Anche Lo Wei gira un altro gongfu, destinato a diventare leggenda: Dalla Cina con furore, che lancia Bruce Lee nell'olimpo delle stelle del cinema. Peraltro l'unico gongfu di Lee, unitamente al citato Il Furore della Cina colpisce ancora, ad uscire nelle nostre sale mentre l'attore è ancora in vita, sebbene i due titoli usciranno qui in ordine inverso. Da notare che furono entrambi scritti da I Kuang, il più prolifico sceneggiatore del filone, quantunque non accreditato nei titoli.
Il 1973 vede la consacrazione del genere gongfu, sia in patria con L'urlo di Chen terrorizza anche l'Occidente (Meng long guojiang - The Way of Dragon), prima regia di Bruce Lee e suo maggiore incasso locale (oltre cinque milioni di dollari di Hong Kong), sia nel mondo, con l'esplosione a valanga del filone e l'uscita del primo gongfu coprodotto da Hollywood, il campione d'incassi I tre dell'Operazione Drago (Enter the Dragon-Long zheng hu dou, di Robert Clouse), destinato a consacrare Bruce Lee in America dopo gli anni frustranti della gavetta hollywoodiana; ma è anche, per paradosso, l'anno d'una violenta battuta d'arresto, proprio con la morte di Lee, a soli 32 anni in circostanze mai del tutto chiarite.  Il vuoto lasciato dall'attore è incolmabile, le decine e decine di pellicole che invadono il mercato non soddisfano il pubblico perché mancano del carisma internazionale del protagonista, capace di trascendere barriere etniche e culturali e "bucare" gli schermi ovunque. La distribuzione di vecchi film wuxia "mascherati" da gongfu non fa che peggiorare le cose, come pure l'abuso del nome di Bruce Lee e del suo personaggio nel citato Dalla Cina con furore, Chen, infilati dai distributori occidentali nei titoli di filmetti di arti marziali che nulla hanno a che vedere con l'attore.
Decine di registi improvvisati non fanno che dare colpi mortali al genere (si pensi ai titoli minori interpretati dai sosia di Bruce Lee, ossia Bruce Li, Bruce Lai, Dragon Lee e affini, che confonde il pubblico e certo non rende un buon servigio alla memoria dello scomparso divo, il quale non di rado verrà confuso dal pubblico meno attento coi suoi epigoni; solo il tempo avrebbe fatto giustizia).
Lo stesso pubblico di Hong Kong, per qualche anno, sembra dimenticare Bruce Lee, il suo unico divo mondiale, e le pellicole americane tornano a farla da padrone al box-office locale, dopo essere state ripetutamente relegate in secondo piano dai successi a catena del Piccolo Drago. Inoltre sull'industria del gongfu pesa un certo discredito che le autorità locali e la stampa scandalistica alimentano, accusando il genere di aver incrementato la delinquenza nelle strade di Hong Kong e lasciando che il nome di Lee venga legato alla droga per via della misteriosa morte del divo, sebbene le sue abitudini salutiste fossero largamente note. In ogni caso, la vita e, soprattutto, la morte di un singolo uomo, influiscono su un'intera industria prossima al collasso e nessuno dei tentativi di internazionalizzare altre, a loro modo, leggendarie star del gongfu come Wang Yu, Ti Lung e David Chiang, va in porto. In Europa e Stati Uniti, il pubblico preferirà rivedere ad oltranza le riedizioni dei successi di Bruce Lee (in un cinema di New York, Dalla Cina con furore stabilisce un record di presenze che sarà eguagliato soltanto da Beverly Hills Cop molti anni dopo; I tre dell'Operazione Drago verrà proiettato in Grecia per ben quattordici anni; in Italia, nel 1982, la riedizione dei gongfu di Lee batte i film del momento per numero di spettatori nelle sale) piuttosto che applaudire un nuovo attore cinese. Una love-story, quella tra il pubblico occidentale e l'idolo cinese, destinata a ripetersi anche nel ventennale della sua scomparsa, il 1993, quando l'uscita della biografia hollywoodiana Dragon - The Bruce Lee Story, di Rob Cohen, un film a basso costo senza attori di spicco, supererà all'uscita americana l'incasso del contemporaneo mega-kolossal Last Action Hero col nuovo eroe del cinema muscolare, Arnold Schwarzenegger. Il solo nome di Bruce Lee basta al pubblico occidentale per correre nelle sale.
Ma a Hong Kong è tutt'altra storia.
Nel 1978 il coreografo dei combattimenti Woo-ping Yuen decide di esordire alla regia. Ma il genere ormai ristagna e decide di lanciare un volto nuovo. Chiama così un attore-stuntman ancora sconosciuto: Jackie Chan. Chan lavora nel cinema da anni ormai, e lo stesso Lo Wei aveva cercato di lanciarlo come "erede di Bruce Lee" in Xin ching-wu men - New Fist of Fury, 1976 film che si pone come seguito ideale di Dalla Cina con furore. Dopo altri 8 film Chan è ancora uno sconosciuto ad Hong Kong ed è considerato già "bruciato". Yuen "affitta" Chan da Lo Wei, al quale l'attore è legato da un contratto-capestro per ora infruttuoso, e dirige così Il serpente all'ombra dell'aquila (She xing diao shou - Snake in the Eagle's Shadow), con Jackie Chan protagonista e Siu Tien Yuen (padre del regista) come co-protagonista. Il film, modestissimo nei mezzi e nella trama, ottiene un buon successo proprio grazie alla simpatia sfrontata del suo quasi imbelle protagonista, e fa conoscere al pubblico asiatico il genere gongfu comedy. Non è la prima volta che un certo umorismo un po' demistificatorio pervade il genere, ma è certamente la prima in cui un vasto successo arride ad un titolo che si pone in antitesi al tradizionale gongfu  Il pubblico, soprattutto quello più giovane, apprezza in Jackie Chan un tipo di eroe maldestro, immaturo ed irriverente, pronto alla battuta e alla fuga più di quanto non lo sia alla lotta, a meno che non vi sia proprio costretto.
È il solo modo che il cinema delle arti marziali ha per rinnovare i suoi fasti, almeno in casa: non cercare un nuovo Bruce Lee, impresa impossibile (contro la quale si scornerà negli anni '90 persino il pur bravo Jet Li), ma andare all'opposto. Dalla violenza alla risata, in un cammino analogo a quello compiuto da un genere "cugino": il western italiano (non a caso Chan si ispirerà, per sua stessa ammissione, a Bud Spencer e Terence Hill, oltre che ai classici del muto come Chaplin e Keaton).

##### Jackie Chan ed ilgongfu comedy
Il primo film comico sulle arti marziali è convenzionalmente indicato in The Spiritual Boxer (Shen da, 1975) di Liu Chia-lang, ma il film di Yuen vede nella bravura atletica ed acrobatica di Jackie Chan l'elemento vincente.
Lo stesso anno lo stesso identico cast artistico e tecnico gira Drunken Master (Jui kuen). Chan diventa così una star, non cercando di imitare Bruce Lee, bensì allontanandosene completamente. Mentre Lee è carismatico, serio e marziale, Chan è sornione, giocoso e gioviale. Il film supera ad Hong Kong i record stabiliti da Lee.
L'anno successivo Chan è già regista, con The Fearless Hyena (Hsiao chuan yi chao), che uscirà in Italia nell'estate del 1982 come Jacky Chan la mano che uccide, passando inosservato; ma è solo nel 1980 con Il ventaglio bianco (Shi di chu ma - The Young Master) che diventa famoso in Asia come regista di sé stesso (il film non è mai uscito in Italia dove giunse molti anni dopo in televisione). Lui, infatti, insieme ai suoi amici Yuen Biao e Sammo Hung, per tutti gli anni ottanta  daranno lustro e vigore ad un genere ormai agonizzante.

##### Jet Li ed igongfu cinesi
Negli anni '80 si afferma anche Jet Li che, a differenza dei suoi colleghi, è nato a Pechino e quindi proviene dalla Repubblica popolare cinese, culturalmente e commercialmente diversa da Hong Kong. Jet Li è un ex campione di Wushu quando approda al cinema, con una fortunata (in patria) serie di 3 film sul tempio di Shaolin, che gli vengono cuciti su misura dal governo di Pechino desideroso di espandersi sui mercati.
Ma gli anni del successo fuori casa, dopo alcuni infausti tentativi, per Li arrivano con l'inizio degli anni '90, quando, nell'ambito dell'apertura verso l'estero del governo cinese (del quale il campione di ginnastica è espressione e prodotto appoggiato da poteri forti), viene diretto da registi del calibro di Stanley Tong, Tsui Hark e Corey Yuen, i migliori dell'Asia. L'uso massiccio dei cavi e eccessivi "voli" che Li compie, fanno transitare i suoi film a metà strada fra il wuxia ed il gongfu, ma sicuramente i suoi combattimenti a mani nude danno nuova linfa al genere marziale, anche se non ha mai praticato Kung-Fu, bensì Wushu.
Col finire degli anni '90, però, Jet Li collabora sempre più spesso con gli USA, abbandonando quindi il genere marziale se non per pochi combattimenti di breve durata ed elaborati al computer, il che opacizza il suo talento, frustrando il suo intento di superare Bruce Lee. Con gli anni '90, tuttavia, inizia anche la riscoperta critica e filologica del genere attraverso libri ed articoli di giovani studiosi che mettono ordine nel caos distributivo di titoli e nomi (in Italia è lo sceneggiatore Lorenzo De Luca a fare da apripista con quattro libri seminali, numerosi articoli, partecipazioni a programmi radiotelevisivi ed infine anche un documentario, Dragonland, del 2010, da lui scritto e diretto, summa di numerose interviste che l'autore ha raccolto negli anni a personaggi viventi e nel frattempo scomparsi quali Jackie Chan, Brandon Lee, Gordon Liu, Lau Kar Leung e molti altri). Ma l'ondata è internazionale, giacché anche in Francia, America e Giappone escono altre pubblicazioni quasi contemporanee che storicizzano il filone come sarebbe stato impensabile fare negli anni '70, quando la critica ufficiale lo snobbava.

##### Nomi principali
Alcuni nomi dei principali interpreti di gongfu orientali. Da notare come il declino del genere, l'avanzata età ed in alcuni casi la morte, abbiano impedito a questi attori di continuare l'attività di attori marziali. Molti, però, sono diventati coreografi dei combattimenti.
- Yuen Biao
- Jackie Chan
- Sammo Hung
- Philip Kwok
- Bruce Lee
- Jet Li
- Lo Lieh
- Ti Lung
- Fu Sheng (o Alexander Fu Sheng)
- Ho Chung Tao (o Bruce Li)
- Yuen Wah
- Donnie Yen
- Bolo Yeung
- Jimmy Wang Yu (o Wang Yu)
- Phillip Rhee

##### Filmografia
Alcuni titoli più famosi di gongfu asiatici usciti in Italia.
- 1970 - La morte nella mano (Long hu dou), regia di Yu Wang
- 1971 - Il furore della Cina colpisce ancora (Tang shan da xiong), regia di Wei Lo
- 1971 - I 4 del drago nero (Da jue dou), regia di Chang Cheh
- 1972 - Cinque dita di violenza (Tian xia di yi quan), regia di Chang-hwa Jeong
- 1972 - Dalla Cina con furore (Jing wu men), regia di Wei Lo
- 1973 - L'urlo di Chen terrorizza anche l'Occidente (Meng long guo jiang), regia di Bruce Lee
- 1973 - Chen: La furia scatenata (Fang Shi Yu), regia di Yang Ming Tsai
- 1973 - Cin-Fu l'uomo d'acciaio - Vado li spacco e... torno! (Zhong guo tie ren), regia di Joseph Kuo
- 1973 - I 3 dell'Operazione Drago (Enter the Dragon), regia di Robert Clouse
- 1974 - La treccia che uccide (Guai ke), regia di Ban-Yee Yeo
- 1974 - I giganti del karaté (Hong quan yu yong chun), regia di Cheh Chang
- 1975 - L'inferno dei mongoli (Ma Ge Bo Luo), regia di Cheh Chang
- 1976 - Boxer rebellion (1974) regia di Cheh Chang
- 1977 - Il padrino di Chinatown (Tang ren jie xiao zi), regia di Cheh Chang
- 1978 - Il serpente all'ombra dell'aquila (Se ying diu sau), regia di Woo-Ping Yuen
- 1978 - Drunken Master (Zui quan), regia di Woo-Ping Yuen
- 1978 - Le furie umane del kung fu (Wu du), regia di Cheh Chang
- 1979 - Jacky Chan la mano che uccide (Xiao quan guai zhao), regia di Jackie Chan
- 1980 - Il ventaglio bianco (Shi di chu ma), regia di Jackie Chan
- 1982 - I due cugini (Lung siu yeh), regia di Jackie Chan
- 1983 - Project A - Operazione pirati ('A' gai wak), regia di Jackie Chan
- 1984 - Il mistero del conte Lobos (Kuai can che), regia di Sammo Kam-Bo Hung
- 1993 - Dragon - La storia di Bruce Lee (Dragon: The Bruce Lee Story), regia di Rob Cohen
- 1997 - Mr. Nice Guy (Yat goh ho yan), regia di Sammo Kam-Bo Hung
- 2003 - Ong-Bak - Nato per combattere (Ong-bak), regia di Prachya Pinkaew
- 2006 - Fearless (Huo yuanjia), regia di Ronny Yu
- 2008 - Ip Man (Yip Man), regia di Wilson Yip
- 2010 - Ip Man 2 (Yip Man 2), regia di Wilson Yip

#### Gongfuoccidentali

##### I primordi
Prima che il genere fosse lanciato, sul finire degli anni ottanta, ci furono alcuni "esperimenti" di film di arti marziali negli USA.
Nel 1973 il regista Robert Clouse dirige I 3 dell'Operazione Drago (Enter the Dragon), una co-produzione USA-Hong Kong, ultimo film interpretato da Bruce Lee. Lo stesso regista proverà a lanciare negli USA il giovane attore Jackie Chan con Chi tocca il giallo muore (The Big Brawl, 1980), senza però riuscirci. Il film è un insuccesso clamoroso e Chan dovrà aspettare per farsi apprezzare in Occidente.
Il continuo afflusso di film di arti marziali da Hong Kong ed il discreto successo ottenuto dai film sui ninja, spingono la cinematografia statunitense a produrre titoli propri, con attori, registi e sceneggiatori nazionali.
Chuck Norris, lanciato da Bruce Lee in L'urlo di Chen terrorizza anche l'Occidente (The Way of Dragon, 1972), inizia intanto una propria carriera di attore d'azione in patria. Già nel 1982 con Terrore in città (Silent Rage) di Michael Miller e con Vendetta ad Hong Kong (Forced Vengeance) di James Fargo si hanno degli esempi di film con tecniche di arti marziali. Ma la marzialità di Norris non è adatta per il genere, ed il suo stile "duro" (e spesso sommario) poco si adatta a combattimenti complessi. Aggiungendo poi la scarsissima quantità di combattimenti, si può dire che questi film non siano propriamente dei film gongfu.
Si può dire che il primo film che si avvicini al genere negli USA sia Karate Kid - Per vincere domani (The Karate Kid, 1984) di John G. Avildsen. Anche qui, come nei film precedenti, la quantità dei combattimenti è scarsa, ma è il primo film in cui il pubblico occidentale sente propria una filosofia marziale orientale.
Nel 1985 viene chiamato Corey Yuen, maestro del genere, a dirigere negli USA un film sul Full Contact sportivo, Kickboxers - Vendetta personale (No Retreat, No Surrender), dove appare anche un giovane Jean-Claude Van Damme in un ruolo minore.
Lo stesso anno, a riprova che il genere sta riscuotendo sempre più successo, esce L'ultimo drago (The Last Dragon) di Michael Schultz, dove un giovane atleta di colore, Taimak, incanta il pubblico eseguendo tecniche di Kung Fu rifacendosi ai classici cinesi. La quantità e la qualità dei combattimenti fanno di questo film il primo grande gongfu occidentale.
L'anno seguente vede la trasposizione in film di Kung Fu, una serie televisiva di grande successo interpretata da David Carradine, che all'epoca dichiarava di avere alcune conoscenze marziali. Il ruolo doveva essere originariamente di Bruce Lee, ma venne sostituito per paura che il pubblico non apprezzasse un protagonista asiatico in un telefilm statunitense. Quasi a "scusarsi" dell'accaduto, la produzione di Kung Fu: The Movie dà la parte del co-protagonista a Brandon Lee, figlio di Bruce. Malgrado la sua presenza, il film è parco di combattimenti.
Intanto il regista cinese Leo Fong lancia negli USA la giovane artista marziale Cynthia Rothrock con film come Giustizia sommaria (24 Hours to Midnight, 1985) e Gli occhi del Drago (Fight to Win, 1987), ma questi film sono strettamente legati alla tradizione cinese del genere.

##### L'affermazione del genere
È nel 1988 che si arriva al film che getta le basi per tutti gli altri gongfu occidentali: Senza esclusione di colpi (Bloodsport), debutto da protagonista per il ventottenne Jean-Claude Van Damme. Malgrado il film sia ambientato ad Hong Kong (quasi un tributo da pagare) e veda la presenza di un "cattivo d'eccellenza" come l'attore cinese Bolo Yeung, è un film interamente statunitense, con riprese al rallentatore, muscoli in evidenza e colpi mortali. Se L'ultimo drago è stato il primo gongfu occidentale, Senza esclusione di colpi è il più famoso.
Lo stesso anno debutta anche Steven Seagal con Nico (Above the Law) di Andrew Davis, ma Seagal non interpreterà mai film propriamente di arti marziali, preferendo il genere poliziesco o d'azione condito con alcune tecniche marziali.
Negli anni a seguire continuerà l'afflusso di registi cinesi negli USA con il proprio bagaglio culturale, ma parallelamente si svilupperà uno stile propriamente statunitense di gongfu. Il film Kickboxer - Il nuovo guerriero (Kickboxer, 1989) è il primo film ad utilizzare la ripresa da più angolazioni di una tecnica marziale, così da dare più risalto ad un colpo. La stessa tecnica registica verrà utilizzata nei film marziali di Van Damme, ed in film come Deadly Bet - per vincere o morire (Deadly Bet, 1990) o Lady Dragon (Lady Dragon, 1992).

##### I "veri" campioni
Con l'inizio degli anni novanta il genere ha preso ormai piede negli USA, tanto che molti ex campioni di discipline marziali decidono di cimentarsi nella recitazione. È il caso di campioni pluripremiati come Benny "The Jet" Urquidez, Don "The Dragon" Wilson, Ian Jacklin e Stefanos Miltsakakis, oppure ex lottatori di Wrestling come Roddy Piper. Tutti, però, hanno un discreto successo solo nell'ambito dei film di serie B, e solo Don "The Dragon" Wilson vanta un discreto numero di titoli prettamente di arti marziali.

##### Nomi principali
Segue un elenco dei principali interpreti di gongfu occidentali, in ordine alfabetico. Purtroppo tutti questi attori, dopo la fine degli anni '90, o hanno abbandonato il cinema o si sono dedicati a generi diversi. L'età avanzata ed il declino del genere, hanno fatto sì che tutti eseguissero sempre meno tecniche marziali, magari usando una controfigura.
- Loren Avedon
- Daniel Bernhardt
- Billy Blanks
- Mark Dacascos
- Gary Daniels
- Matthias Hues
- Lorenzo Lamas
- Stefanos Miltsakakis
- Chuck Norris
- Michel Qissi
- Cynthia Rothrock
- Steven Seagal
- Jeff Speakman
- Benny "The Jet" Urquidez
- Jean-Claude Van Damme
- Jeff Wincott

##### Filmografia
Alcuni dei titoli più famosi di gongfu occidentali usciti in Italia.
- 1988 - Senza esclusione di colpi (Bloodsport), regia di Newt Arnold
- 1989 - I migliori (Best of the Best), regia di Robert Radler
- 1989 - Bushido - Codice d'onore (The Sword of Bushido), regia di Adrian Carr
- 1989 - Kickboxer - Il nuovo guerriero (Kickboxer), regia di Mark DiSalle e David Worth
- 1990 - College Kickboxers, regia di Eric Sherman
- 1990 - China O'Brien, regia di Robert Clouse
- 1990 - Martial law: codice marziale (Martial Law), regia di Steve Cohen
- 1990 - Lionheart - Scommessa vincente (Lionheart), regia di Sheldon Lettich
- 1991 - Quadrato di sangue (Ring of Fire), regia di Richard W. Munchkin e Rick Jacobson
- 1991 - Resa dei conti a Little Tokyo (Showdown in Little Tokyo), regia di Mark L. Lester
- 1991 - Senza esclusione di colpi 2 (American Kickboxer), regia di Frans Nel
- 1992 - Copgirl - Artigli di tigre (Tiger Claws), regia di Kelly Makin
- 1992 - Deadly Bet, regia di Richard W. Munchkin
- 1992 - Drago d'acciaio (Rapid Fire), regia di Dwight H. Little
- 1992 - Shootfighter - Scontro mortale (Shootfighter: Fight to the Death), regia di Patrick Alan
- 1992 - Talons of the Eagle, regia di Michael Kennedy
- 1993 - TC 2000, regia di T.J. Scott
- 1993 - Dragon Fire, regia di Rick Jacobson
- 1993 - Terminator Woman, regia di Michel Qissi
- 1993 - Sole rosso sangue (Red Sun Rising), regia di Francis Megahy
- 1993 - Solo la forza (Only the Strong), regia di Sheldon Lettich
- 1993 - Back in Action, regia di Steve DiMarco e Paul Ziller
- 1994 - Sbarre d'acciaio 2 (Cage II), regia di Lang Elliott
- 1995 - Killer virtuale (Expect No Mercy), regia di Zale Dalen
- 1995 - Heatseeker, regia di Albert Pyun
- 1996 - La prova (The Quest), regia di Jean-Claude Van Damme
- 1996 - Giustizia bionda (Sworn to Justice), regia di Paul Maslak
- 1996 - Bloodsport 2, regia di Alan Mehrez
- 1996 - Natale di fuoco (Riot), regia di Joseph Merhi
- 1997 - Drive, regia di Steve Wang
- 1998 - G2, regia di Nick Rotundo